# Liste des ministres belges de la Mobilité
Cet article présente la liste des ministres de la Mobilité de Belgique depuis la création de la fonction nationale (puis fédérale) en 1884. Le nom exact de la fonction peut varier à chaque nomination.
Depuis le 3 février 2025, le ministre de la Mobilité, du Climat et de la Transition environnementale est Jean-Luc Crucke, au sein du gouvernement de Bart De Wever.

## Histoire
Depuis le 1er janvier 1989, et la troisième réforme de l'État belge, les régions sont devenues compétentes pour les travaux publics et le transport. Trois ministres distincts sont créés en plus à l’échelon régional : 
- un ministre bruxellois de la Mobilité, des Travaux publics et de la Sécurité routière, (dès 1995), le premier étant Hervé Hasquin sous le Gouvernement Picqué II.
- un ministre flamand de la mobilité et des transports au gouvernement flamand, le premier étant Johan Sauwens sous le Gouvernement Geens IV.
- un ministre wallon de la mobilité et des transports au gouvernement wallon, le premier étant Amand Dalem sous le Gouvernement Anselme.

Toutefois, la loi spéciale de réformes institutionnelles du 8 août 1980 indique que l'autorité fédérale reste compétente pour les voies ferrées gérées par la Société nationale des chemins de fer belges (SNCB) et pour l’entreprise publique autonome  chargée du contrôle du trafic aérien (la régie des voies aériennes, devenue Belgocontrol puis Skeyes).

## Liste des minitsres nationaux puis fédéraux
| Titulaire | Titulaire           | Titulaire                              | Parti                 | Mandat                                                         | Gouvernement                                                              | Portefeuille ministériel                                                                             |
| --------- | ------------------- | -------------------------------------- | --------------------- | -------------------------------------------------------------- | ------------------------------------------------------------------------- | --- |
| 1         |                     | Jules Vandenpeereboom (1843-1917)      | Parti catholique      | 16 juin 1884 – 5 août 1899 (15 ans, 1 mois et 20 jours)        | Malou II                                                                  | Ministre des chemins de fer                                                                          |
| 1         | Beernaert           | Jules Vandenpeereboom (1843-1917)      | Parti catholique      | 16 juin 1884 – 5 août 1899 (15 ans, 1 mois et 20 jours)        | Ministre des chemins de fer, des postes et du télégraphe                  | |
| 1         | de Burlet           | Jules Vandenpeereboom (1843-1917)      | Parti catholique      | 16 juin 1884 – 5 août 1899 (15 ans, 1 mois et 20 jours)        | Ministre des chemins de fer, des postes et du télégraphe                  | |
| 1         | de Smet de Naeyer I | Jules Vandenpeereboom (1843-1917)      | Parti catholique      | 16 juin 1884 – 5 août 1899 (15 ans, 1 mois et 20 jours)        | Ministre des chemins de fer, des postes et du télégraphe                  | |
| 1         | Vandenpeereboom     | Jules Vandenpeereboom (1843-1917)      | Parti catholique      | 16 juin 1884 – 5 août 1899 (15 ans, 1 mois et 20 jours)        | Ministre des chemins de fer, des postes et du télégraphe, et de la Guerre | |
| 2         |                     | Julien Liebaert (1848-1930)            | Parti catholique      | 5 août 1899 – 2 mai 1907 (7 ans, 8 mois et 27 jours)           | de Smet de Naeyer II                                                      | Ministre des chemins de fer, des postes et du télégraphe, de l'industrie et du travail               |
| 3         |                     | Joris Helleputte (1852-1925)           | Parti catholique      | 2 mai 1907 – 5 septembre 1910 (3 ans, 4 mois et 3 jours)       | de Trooz                                                                  | Ministre des chemins de fer, des postes et du télégraphe, et de l'agriculture ad interim             |
| 3         | Schollaert          | Joris Helleputte (1852-1925)           | Parti catholique      | 2 mai 1907 – 5 septembre 1910 (3 ans, 4 mois et 3 jours)       |                                                                           | Ministre des chemins de fer, des postes et du télégraphe, et de l'agriculture ad interim             |
| 4         |                     | Charles de Broqueville (1860-1940)     | Parti catholique      | 5 septembre 1910 – 11 novembre 1912 (2 ans, 2 mois et 6 jours) | Ministre des chemins de fer, des postes et du télégraphe                  | |
| 4         | de Broqueville I    | Charles de Broqueville (1860-1940)     | Parti catholique      | 5 septembre 1910 – 11 novembre 1912 (2 ans, 2 mois et 6 jours) | Ministre des chemins de fer, des postes et du télégraphe                  | |
| 5         |                     | Aloys Vande Vyvere (1871-1961)         | Parti catholique      | 11 novembre 1912 – 1er juin 1918 (5 ans, 6 mois et 21 jours)   | Ministre des chemins de fer                                               | |
| 5         | de Broqueville II   | Aloys Vande Vyvere (1871-1961)         | Parti catholique      | 11 novembre 1912 – 1er juin 1918 (5 ans, 6 mois et 21 jours)   | Ministre des chemins de fer                                               | |
| 6         |                     | Paul Segers (1870-1946)                | Parti catholique      | 1er juin 1918 – 21 novembre 1918 (5 mois et 20 jours)          | Cooreman                                                                  | Ministre des chemins de fer, des postes et du télégraphe                                             |
| 7         |                     | Jules Renkin (1862-1934)               | Parti catholique      | 21 novembre 1918 – 2 décembre 1919 (1 an et 11 jours)          | Delacroix I                                                               | Ministre des chemins de fer, des postes et du télégraphe                                             |
| 8         |                     | Prosper Poullet (1868-1937)            | Parti catholique      | 2 décembre 1919 – 20 novembre 1920 (11 mois et 18 jours)       | Delacroix II                                                              | Ministre des chemins de fer, des postes et du télégraphe                                             |
| 9         |                     | Xavier Neujean (1865-1940)             | Parti libéral         | 20 novembre 1920 – 13 mai 1925 (4 ans, 5 mois et 23 jours)     | Carton de Wiart                                                           | Ministre des chemins de fer, des postes et du télégraphe                                             |
| 9         | Theunis I           | Xavier Neujean (1865-1940)             | Parti libéral         | 20 novembre 1920 – 13 mai 1925 (4 ans, 5 mois et 23 jours)     |                                                                           | Ministre des chemins de fer, des postes et du télégraphe                                             |
| 10        |                     | Paul Tschoffen (1878-1961)             | Parti catholique      | 13 mai 1925 – 17 juin 1925 (1 mois et 4 jours)                 | Vande Vyvere                                                              | Ministre des chemins de fer, des postes et du télégraphe                                             |
| 11        |                     | Edouard Anseele (1856-1938)            | POB                   | 17 juin 1925 – 22 novembre 1927 (2 ans, 5 mois et 5 jours)     | Poullet                                                                   | Ministre des chemins de fer, des postes et du télégraphe                                             |
| 11        | Jaspar I            | Edouard Anseele (1856-1938)            | POB                   | 17 juin 1925 – 22 novembre 1927 (2 ans, 5 mois et 5 jours)     |                                                                           | Ministre des chemins de fer, des postes et du télégraphe                                             |
| 12        |                     | Maurice Auguste Lippens (1875-1956)    | Parti libéral         | 22 novembre 1927 – 19 octobre 1929 (1 an, 10 mois et 27 jours) | Jaspar II                                                                 | Ministre des chemins de fer, des postes et du télégraphe                                             |
| 13        |                     | Pierre Forthomme (1877-1959)           | Parti libéral         | 19 octobre 1929 – 15 juin 1931 (1 an, 7 mois et 27 jours)      | Jaspar II                                                                 | Ministre des chemins de fer, des postes et du télégraphe                                             |
| 14        |                     | Philip Van Isacker (1884-1951)         | Parti catholique      | 15 juin 1931 – 23 mai 1932 (11 mois et 8 jours)                | Renkin                                                                    | Ministre des communications                                                                          |
| (13)      |                     | Pierre Forthomme (1877-1959)           | Parti libéral         | 23 mai 1932 – 29 novembre 1934 (2 ans, 6 mois et 6 jours)      | Renkin                                                                    | Ministre des communications                                                                          |
| (13)      | de Broqueville III  | Pierre Forthomme (1877-1959)           | Parti libéral         | 23 mai 1932 – 29 novembre 1934 (2 ans, 6 mois et 6 jours)      |                                                                           | Ministre des communications                                                                          |
| 15        |                     | Charles du Bus de Warnaffe (1894-1965) | Parti catholique      | 29 novembre 1934 – 25 mars 1935 (3 mois et 24 jours)           | Theunis II                                                                | Ministre des communications et des PTT                                                               |
| 16        |                     | Paul-Henri Spaak (1899-1972)           | POB                   | 25 mars 1935 – 13 juin 1936 (1 an, 2 mois et 19 jours)         | Van Zeeland I                                                             | Ministre des communications et des PTT                                                               |
| 17        |                     | Marcel-Henri Jaspar (1901-1982)        | Parti libéral         | 13 juin 1936 – 24 novembre 1937 (1 an, 5 mois et 11 jours)     | Van Zeeland II                                                            | Ministre des transports                                                                              |
| 18        |                     | Hendrik Marck (1883-1957)              | Bloc catholique belge | 24 novembre 1937 – 5 janvier 1940 (2 ans, 1 mois et 12 jours)  | Janson                                                                    | Ministre des communications                                                                          |
| 18        | Spaak I             | Hendrik Marck (1883-1957)              | Bloc catholique belge | 24 novembre 1937 – 5 janvier 1940 (2 ans, 1 mois et 12 jours)  | Ministre des transports, des PTT et de l'INR                              | |
| 18        | Pierlot I           | Hendrik Marck (1883-1957)              | Bloc catholique belge | 24 novembre 1937 – 5 janvier 1940 (2 ans, 1 mois et 12 jours)  | Ministre des travaux publics et des communications                        | |
| 18        | Pierlot II          | Hendrik Marck (1883-1957)              | Bloc catholique belge | 24 novembre 1937 – 5 janvier 1940 (2 ans, 1 mois et 12 jours)  | Ministre des communications                                               | |
| 18        | Pierlot III         | Hendrik Marck (1883-1957)              | Bloc catholique belge | 24 novembre 1937 – 5 janvier 1940 (2 ans, 1 mois et 12 jours)  | Ministre des communications                                               | |
| 19        |                     | Antoine Delfosse (1895-1980)           | Bloc catholique belge | 5 janvier 1940 – 23 août 1940 (7 mois et 18 jours)             | Ministre des communications                                               | |
| 20        |                     | August Balthazar (1893-1952)           | POB                   | 6 avril 1943 – 26 septembre 1944 (1 an, 5 mois et 20 jours)    | Pierlot IV                                                                | Ministre des travaux publics et des communications                                                   |
| 21        |                     | Ernest Rongvaux (1881-1964)            | PSB-BSP               | 26 septembre 1944 – 20 mars 1947 (2 ans, 5 mois et 22 jours)   | Pierlot V                                                                 | Ministre des communications                                                                          |
| 21        | Pierlot VI          | Ernest Rongvaux (1881-1964)            | PSB-BSP               | 26 septembre 1944 – 20 mars 1947 (2 ans, 5 mois et 22 jours)   |                                                                           | Ministre des communications                                                                          |
| 21        | Van Acker I         | Ernest Rongvaux (1881-1964)            | PSB-BSP               | 26 septembre 1944 – 20 mars 1947 (2 ans, 5 mois et 22 jours)   |                                                                           | Ministre des communications                                                                          |
| 21        | Van Acker II        | Ernest Rongvaux (1881-1964)            | PSB-BSP               | 26 septembre 1944 – 20 mars 1947 (2 ans, 5 mois et 22 jours)   |                                                                           | Ministre des communications                                                                          |
| 21        | Spaak II            | Ernest Rongvaux (1881-1964)            | PSB-BSP               | 26 septembre 1944 – 20 mars 1947 (2 ans, 5 mois et 22 jours)   |                                                                           | Ministre des communications                                                                          |
| 21        | Van Acker III       | Ernest Rongvaux (1881-1964)            | PSB-BSP               | 26 septembre 1944 – 20 mars 1947 (2 ans, 5 mois et 22 jours)   |                                                                           | Ministre des communications                                                                          |
| 21        | Huysmans            | Ernest Rongvaux (1881-1964)            | PSB-BSP               | 26 septembre 1944 – 20 mars 1947 (2 ans, 5 mois et 22 jours)   |                                                                           | Ministre des communications                                                                          |
| 22        |                     | Achille Van Acker (1898-1975)          | PSB-BSP               | 20 mars 1947 – 11 août 1949 (2 ans, 4 mois et 22 jours)        | Spaak III                                                                 | Ministre des communications                                                                          |
| 22        | Spaak IV            | Achille Van Acker (1898-1975)          | PSB-BSP               | 20 mars 1947 – 11 août 1949 (2 ans, 4 mois et 22 jours)        |                                                                           | Ministre des communications                                                                          |
| 23        |                     | Paul-Willem Segers (1900-1983)         | PSC-CVP               | 11 août 1949 – 23 avril 1954 (4 ans, 8 mois et 12 jours)       | G. Eyskens I                                                              | Ministre des communications                                                                          |
| 23        | Duvieusart          | Paul-Willem Segers (1900-1983)         | PSC-CVP               | 11 août 1949 – 23 avril 1954 (4 ans, 8 mois et 12 jours)       |                                                                           | Ministre des communications                                                                          |
| 23        | Pholien             | Paul-Willem Segers (1900-1983)         | PSC-CVP               | 11 août 1949 – 23 avril 1954 (4 ans, 8 mois et 12 jours)       |                                                                           | Ministre des communications                                                                          |
| 23        | Van Houtte          | Paul-Willem Segers (1900-1983)         | PSC-CVP               | 11 août 1949 – 23 avril 1954 (4 ans, 8 mois et 12 jours)       |                                                                           | Ministre des communications                                                                          |
| 24        |                     | Edouard Anseele (1902-1981)            | PSB-BSP               | 23 avril 1954 – 26 juin 1958 (4 ans, 2 mois et 3 jours)        | Van Acker IV                                                              | Ministre des communications                                                                          |
| (23)      |                     | Paul-Willem Segers (1900-1983)         | PSC-CVP               | 26 juin 1958 – 27 mars 1961 (2 ans, 9 mois et 1 jour)          | G. Eyskens II                                                             | Ministre des communications                                                                          |
| (23)      | G. Eyskens III      | Paul-Willem Segers (1900-1983)         | PSC-CVP               | 26 juin 1958 – 27 mars 1961 (2 ans, 9 mois et 1 jour)          |                                                                           | Ministre des communications                                                                          |
| (23)      | G. Eyskens IV       | Paul-Willem Segers (1900-1983)         | PSC-CVP               | 26 juin 1958 – 27 mars 1961 (2 ans, 9 mois et 1 jour)          | Ministre des communications et de la coordination sociale                 | |
| 25        |                     | Alfred Bertrand (1913-1986)            | PSC-CVP               | 27 mars 1961 – 24 mai 1965 (4 ans, 1 mois et 27 jours)         | Lefèvre                                                                   | Ministre des communications                                                                          |
| 26        |                     | Yves Urbain (1914-1971)                | PSC-CVP               | 24 mai 1965 – 19 mars 1966 (9 mois et 23 jours)                | Harmel                                                                    | Ministre des communications                                                                          |
| (25)      |                     | Alfred Bertrand (1913-1986)            | PSC-CVP               | 19 mars 1966 – 20 janvier 1972 (5 ans, 10 mois et 1 jour)      | Vanden Boeynants I                                                        | Ministre des communications                                                                          |
| (25)      |                     | Alfred Bertrand (1913-1986)            | CVP                   | 19 mars 1966 – 20 janvier 1972 (5 ans, 10 mois et 1 jour)      | G. Eyskens V                                                              | Ministre des communications                                                                          |
| 27        |                     | Fernand Delmotte (1920-1998)           | PSB-BSP               | 20 janvier 1972 – 26 janvier 1973 (1 an et 6 jours)            | G. Eyskens VI                                                             | Ministre des communications                                                                          |
| (24)      |                     | Edouard Anseele (1902-1981)            | PSB-BSP               | 26 janvier 1973 – 23 octobre 1973 (8 mois et 27 jours)         | Leburton I                                                                | Ministre des communications                                                                          |
| 28        |                     | Jef Ramaekers (1923-2004)              | PSB-BSP               | 23 octobre 1973 – 25 avril 1974 (6 mois et 2 jours)            | Leburton II                                                               | Ministre des communications et de la politique portuaire                                             |
| 29        |                     | Jos Chabert (1933-2014)                | CVP                   | 25 avril 1974 – 18 mai 1980 (6 ans et 23 jours)                | Tindemans I                                                               | Ministre des communications                                                                          |
| 29        | Tindemans II        | Jos Chabert (1933-2014)                | CVP                   | 25 avril 1974 – 18 mai 1980 (6 ans et 23 jours)                |                                                                           | Ministre des communications                                                                          |
| 29        | Tindemans III       | Jos Chabert (1933-2014)                | CVP                   | 25 avril 1974 – 18 mai 1980 (6 ans et 23 jours)                |                                                                           | Ministre des communications                                                                          |
| 29        | Tindemans IV        | Jos Chabert (1933-2014)                | CVP                   | 25 avril 1974 – 18 mai 1980 (6 ans et 23 jours)                |                                                                           | Ministre des communications                                                                          |
| 29        | Vanden Boeynants II | Jos Chabert (1933-2014)                | CVP                   | 25 avril 1974 – 18 mai 1980 (6 ans et 23 jours)                |                                                                           | Ministre des communications                                                                          |
| 29        | Martens I           | Jos Chabert (1933-2014)                | CVP                   | 25 avril 1974 – 18 mai 1980 (6 ans et 23 jours)                |                                                                           | Ministre des communications                                                                          |
| 29        | Martens II          | Jos Chabert (1933-2014)                | CVP                   | 25 avril 1974 – 18 mai 1980 (6 ans et 23 jours)                |                                                                           | Ministre des communications                                                                          |
| 30        |                     | Guy Spitaels (1931-2012)               | PS                    | 18 mai 1980 – 26 février 1981 (9 mois et 8 jours)              | Martens III                                                               | Vice-premier ministre et ministre des communications                                                 |
| 30        | Martens IV          | Guy Spitaels (1931-2012)               | PS                    | 18 mai 1980 – 26 février 1981 (9 mois et 8 jours)              |                                                                           | Vice-premier ministre et ministre des communications                                                 |
| 31        |                     | Valmy Féaux (1933-)                    | PS                    | 26 février 1981 – 17 décembre 1981 (9 mois et 21 jours)        | Ministre des communications                                               | |
| 31        | M. Eyskens          | Valmy Féaux (1933-)                    | PS                    | 26 février 1981 – 17 décembre 1981 (9 mois et 21 jours)        | Ministre des communications                                               | |
| 32        |                     | Herman De Croo (1937-)                 | PVV                   | 17 décembre 1981 – 9 mai 1988 (6 ans, 4 mois et 22 jours)      | Martens V                                                                 | Ministre des communications et des PTT                                                               |
| 32        | Martens VI          | Herman De Croo (1937-)                 | PVV                   | 17 décembre 1981 – 9 mai 1988 (6 ans, 4 mois et 22 jours)      | Ministre des communications et du commerce extérieur                      | |
| 32        | Martens VII         | Herman De Croo (1937-)                 | PVV                   | 17 décembre 1981 – 9 mai 1988 (6 ans, 4 mois et 22 jours)      | Ministre des communications et du commerce extérieur                      | |
| 33        |                     | Jean-Luc Dehaene (1940-2014)           | CVP                   | 9 mai 1988 – 7 mars 1992 (3 ans, 9 mois et 27 jours)           | Martens VIII                                                              | Vice-premier ministre, ministre des communications et des réformes institutionnelles                 |
| 33        | Martens IX          | Jean-Luc Dehaene (1940-2014)           | CVP                   | 9 mai 1988 – 7 mars 1992 (3 ans, 9 mois et 27 jours)           |                                                                           | Vice-premier ministre, ministre des communications et des réformes institutionnelles                 |
| 34        |                     | Guy Coëme (1946-)                      | PS                    | 7 mars 1992 – 23 janvier 1994 (1 an, 10 mois et 16 jours)      | Dehaene I                                                                 | Vice-premier ministre, ministre des communications et des entreprises publiques                      |
| 35        |                     | Elio Di Rupo (1951-)                   | PS                    | 23 janvier 1994 – 23 juin 1995 (1 an et 5 mois)                | Dehaene I                                                                 | Vice-premier ministre, ministre des communications et des entreprises publiques                      |
| 36        |                     | Michel Daerden (1949-2012)             | PS                    | 23 juin 1995 – 12 juillet 1999 (4 ans et 19 jours)             | Dehaene II                                                                | Ministre des transports                                                                              |
| 37        |                     | Isabelle Durant (1954-)                | Ecolo                 | 12 juillet 1999 – 5 mai 2003 (3 ans, 9 mois et 23 jours)       | Verhofstadt I                                                             | Vice-première ministre, ministre des transports et de la mobilité                                    |
| 38        |                     | Laurette Onkelinx (1958-)              | PS                    | 5 mai 2003 – 11 juillet 2003 (2 mois et 6 jours)               | Verhofstadt I                                                             | Vice-première ministre, ministre de l'emploi, des transports et de la mobilité                       |
| 39        |                     | Bert Anciaux (1959-)                   | Spirit                | 11 juillet 2003 – 18 juillet 2004 (1 an et 7 jours)            | Verhofstadt II                                                            | Ministre de la mobilité et de l'économie sociale                                                     |
| 40        |                     | Renaat Landuyt (1959-)                 | sp.a                  | 18 juillet 2004 – 21 décembre 2007 (3 ans, 5 mois et 3 jours)  | Verhofstadt II                                                            | Ministre de la mobilité                                                                              |
| 41        |                     | Yves Leterme (1960-)                   | CD&V                  | 21 décembre 2007 – 20 mars 2008 (2 mois et 28 jours)           | Verhofstadt III                                                           | Vice-premier ministre, ministre du budget et de la mobilité, chargé des réformes institutionnelles   |
| 42        |                     | Etienne Schouppe (1942-)               | CD&V                  | 20 mars 2008 – 6 décembre 2011 (3 ans, 8 mois et 16 jours)     | Leterme I                                                                 | Secrétaire d'État à la mobilité                                                                      |
| 42        | Van Rompuy          | Etienne Schouppe (1942-)               | CD&V                  | 20 mars 2008 – 6 décembre 2011 (3 ans, 8 mois et 16 jours)     |                                                                           | Secrétaire d'État à la mobilité                                                                      |
| 42        | Leterme II          | Etienne Schouppe (1942-)               | CD&V                  | 20 mars 2008 – 6 décembre 2011 (3 ans, 8 mois et 16 jours)     |                                                                           | Secrétaire d'État à la mobilité                                                                      |
| 43        |                     | Melchior Wathelet (1977-)              | cdH                   | 6 décembre 2011 – 22 juillet 2014 (2 ans, 7 mois et 16 jours)  | Di Rupo                                                                   | Secrétaire d'État à l'environnement, à l'énergie et à la mobilité, et aux réformes institutionnelles |
| 44        |                     | Catherine Fonck (1968-)                | cdH                   | 22 juillet 2014 – 11 octobre 2014 (2 mois et 19 jours)         | Di Rupo                                                                   | Secrétaire d'État à l'environnement, à l'énergie et à la mobilité, et aux réformes institutionnelles |
| 45        |                     | Jacqueline Galant (1974-)              | MR                    | 11 octobre 2014 – 18 avril 2016 (1 an, 6 mois et 7 jours)      | Michel I                                                                  | Ministre de la mobilité, chargée de Belgocontrol et de la SNCB                                       |
| 46        |                     | François Bellot (1954-)                | MR                    | 18 avril 2016 – 1er octobre 2020 (4 ans, 5 mois et 13 jours)   | Michel I                                                                  | Ministre de la mobilité, chargée de Belgocontrol et de la SNCB                                       |
| 46        | Michel II           | François Bellot (1954-)                | MR                    | 18 avril 2016 – 1er octobre 2020 (4 ans, 5 mois et 13 jours)   | Ministre de la mobilité, chargée de Skeyes et de la SNCB                  | |
| 46        | Wilmès I            | François Bellot (1954-)                | MR                    | 18 avril 2016 – 1er octobre 2020 (4 ans, 5 mois et 13 jours)   | Ministre de la mobilité, chargée de Skeyes et de la SNCB                  | |
| 46        | Wilmès II           | François Bellot (1954-)                | MR                    | 18 avril 2016 – 1er octobre 2020 (4 ans, 5 mois et 13 jours)   | Ministre de la mobilité, chargée de Skeyes et de la SNCB                  | |
| 47        |                     | Georges Gilkinet (1971-)               | Ecolo                 | 1er octobre 2020 – 3 février 2025 (4 ans, 4 mois et 2 jours)   | De Croo                                                                   | Vice-premier ministre, ministre de la mobilité                                                       |
| 48        |                     | Jean-Luc Crucke (1962-)                | Les Engagés           | Depuis le 3 février 2025 (1 mois et 30 jours)                  | De Wever                                                                  | Ministre de la mobilité, du climat et de la transition environnementale                              |